# László Makra
László Makra (* 5. června 1952 Siklós) je maďarský klimatolog. V roce 1976 promoval na přírodovědecké fakultě Segedínské univerzity, kde získal v roce 1996 docenturu a v roce 2016 se stal profesorem. Působí na Ústavu pro rozvoj venkova v Hódmezővásárhely.
Zaměřil se na studium aerosolů, především pylů, stal se průkopníkem tohoto oboru v Maďarsku. Jeho specializací je historický vývoj koncentrace pylu v ovzduší a jeho souvislost se změnami klimatu. Zkoumá podíl lidské činnosti na znečištění ovzduší a transport polutantů ve vzduchu. Podle nálezů pylu vytvořil statistiky šíření ambrozie ve Střední Evropě. Zabývá se také souvislostmi mezi množstvím pylu a výskytem respiračních onemocnění. Snaží se najít co nejpřesnější metodu pro sestavení pylové předpovědi pro alergiky. Podnikl výzkumné cesty do Číny, Indonésie a Brazílie, absolvoval studijní pobyt na Masarykově univerzitě. Působí ve správní radě International Ragweed Society a v redakci časopisů Journal of Climatology a International Journal of Environment and Pollution. Maďarské ministerstvo zemědělství mu v roce 2002 udělilo medaili Pro Meteorologia.